# Veronica Gurău
Măicuța Veronica (nume la naștere: Vasilica Gurău; n. 26 august 1922, comuna Tudor Vladimirescu, județul Galați – d. 14 septembrie 2005, Mănăstirea Vladimirești) este întemeietoarea și stareța Mănăstirii Vladimirești (1940-1955 și 1990-2005) și autoarea a mai multor scrieri ezoterice (cercetări în lumea nevăzută). A fost, ca și alți călugări și maici, prigonită de sistemul comunist și închisă în închisorile de la Jilava și Miercurea Ciuc.
Eliberată din închisoare, se căsătorește, pe data de 5 decembrie 1964, cu fostul preot George Văsii (ultimul lider al mișcării Rugul Aprins) cu care locuia încă din 2 mai 1964.

## Biografia

### Copilăria

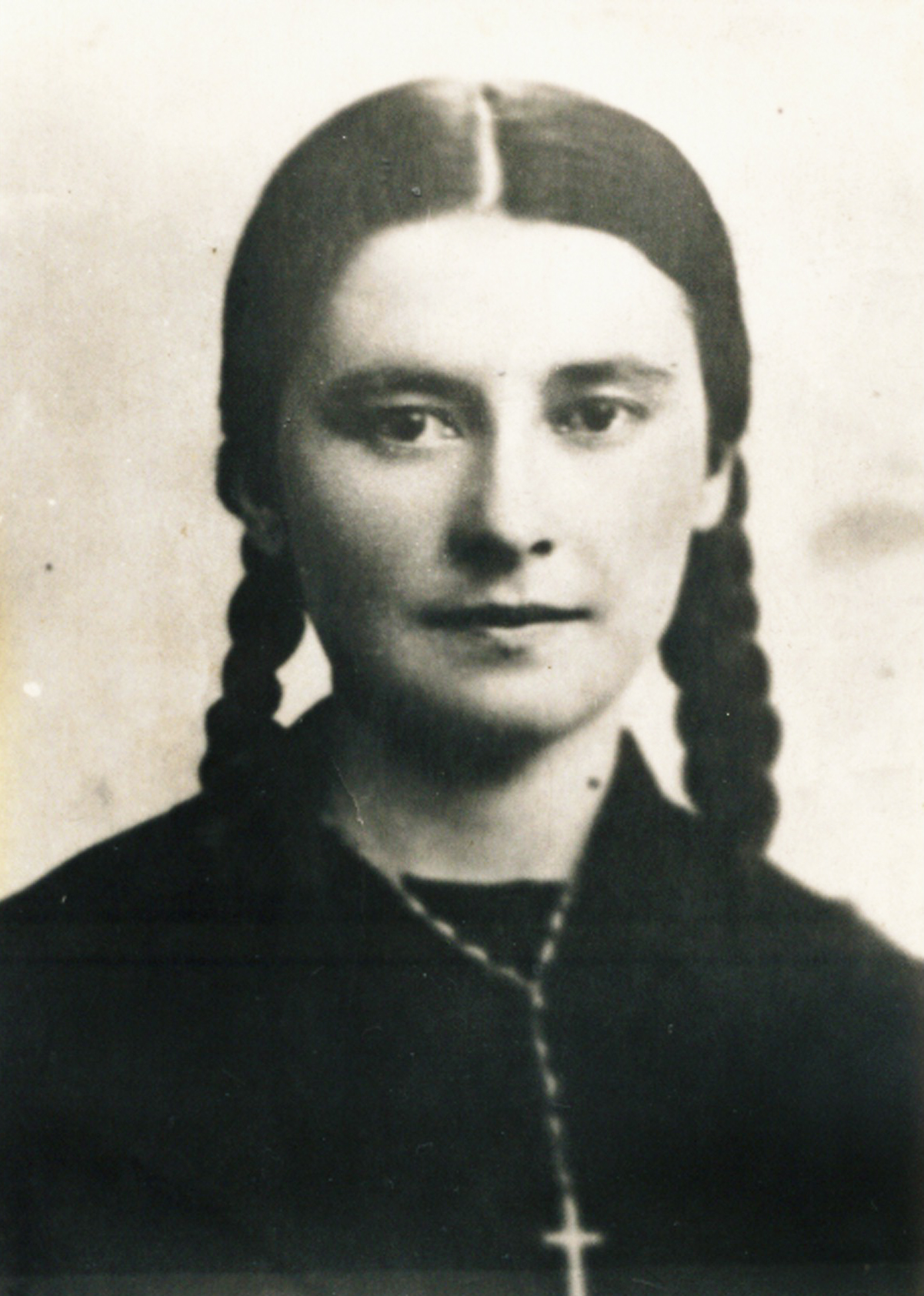
Sora Lica

Măicuța Veronica, pe numele de botez Vasilica (Lica) Gurău s-a născut pe 26 august 1922 în comuna Tudor Vladimirescu din județul Galați. Pe 14 septembrie 1929, la vârsta de 7 ani, mama ei, Tudora, moare și Lica rămâne în grija fratelui mamei sale. Unchiul și mătușa sa, vrând să o piardă, ajung chiar la a o închide într-un chiler unde o țin fără a vedea lumina soarelui timp de 2 ani și o hrănesc cu un minimum de mâncare. După  doi ani de izolare, reușește  sã  fugă la fratele mamei - moș Ionică Barbu; încep zorii unei vieți noi. Primește o educație creștinească, frecventând adunările Oastei Domnului. 
Pe 22 octombrie 1937 are prima vedenie (a se vedea capitolul „Vedeniile”). În 1939, la numai 17 ani, începe să strângă bani pentru construcția viitoarei Mănăstiri de la Vladimirești, pe care o construiește ca urmare a poruncii dumnezeiești din vedenia din lanul de porumb, când vede cum din mâna lui Hristos cade o Luminã  puternică ce intră în pãmânt, și aude că-i zice: „Aici să fie altarul meu!”. Tinerele  „surori” în vârstã  de  doar 15-16 ani, locuiesc într-un  bordei  făcut de  ele, ținând însă pravila călugărească.

### Călugăria
Pe 15 august 1940 este călugărită și primește  numele de VERONICA, ce se traduce prin „Icoană vie, nepictatã de mânã  omenească”. Este numele fecioarei care i-a șters fața însângeratã lui Iisus pe drumul Golgotei. 

### Mănăstirea Vladimirești

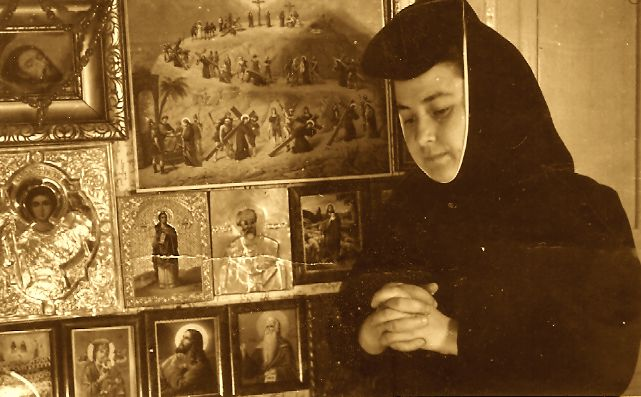
Maica Veronica în faţa icoanelor de la Mănăstirea Vladimireşti

Pe 25 martie 1941 se pune piatra de temelie pentru Biserica Mare. Aceasta va fi  construită de Nedelcu P. Chercea din Brăila, care coordoneazã  lucrările și o încurajează pe Măicuța Veronica în greaua sa misiune.
Între 1942 si 1945, România fiind în rãzboi, Mănăstirea  este vizitată pe rând de nemți, de ruși și bineînțeles de armatele românești. Toți au trebuit să recunoască înțelepciunea Măicuței Veronica, care cu nici un chip nu a vrut să părăsească locul cel sfânt.
Pe 15 august 1943 are loc sfințirea Bisericii mari în prezența episcopului de Roman. În 1944 reia firul școlii întrerupt la moartea mamei, înscriindu-se la o școală din Tecuci. În căutarea unui duhovnic, ajunge la Mănăstirea Sâmbăta de Sus, unde slujea părintele Arsenie Boca. Acesta vine timp de o lună la Vladimirești, pentru un program de catehizare, iar măicuța Veronica îi cere un duhovnic pentru Mănăstirea Vladimirești. Părintele Arsenie îl pregătește pe Părintele Ioan Iovan cu această menire.
Măicuța Veronica își continuă studiile la Liceul de fete din Brăila. Este ajutatã de Părintele Ioan, care fusese hirotonit preot pe seama Sfintei Mănăstiri de la Vladimirești pe 18 decembrie 1949. În vara anului 1951 dă bacalaureatul la Liceul din Brăila.
Patriarhul Justinian viziteazã Vladimireștiul. Îi dă stareței crucea de stavroforă și numește mănăstirea în Cartea de Aur: „Podoabă a monahismului românesc”, apoi, a considerat-o într-un moment de entuziasm, „floarea mea de butonieră.” Mai târziu însă, nu s-a mai implicat în apărarea mănăstirii și a călugărițelor ei.
Mănăstirea are o activitate extinsă, în perioada 1950 - 1955, Părintele Ioan Iovan propovăduindu-L pe Hristos, reușește să strângă la un hram peste 30.000 de oameni. La sugestia măicuței Veronica, aduce inovația desei împărtășiri cu Hristos Euharistic, așa cum făceau primii creștini și recurge la spovedania în comun (cu dezlegările de rigoare), silit de dorința sutelor de mii de credincioși. La falsele acuzații că spovedește în bloc, părintele răspundea: „Și diavolul fură sufletele, tot în bloc!”. Pentru toate are binecuvântarea singurului episcop ortodox martir, Nicolae Popoviciu. 
În 1955 părintele Ioan scrie celebrul memoriu adresat B.O.R.

### Închisoarea
Pe 29 martie 1955, sute de ostași înarmați, invadeazã mănăstirea și o aresteazã pe măicuța Veronica împreună cu părintele Ioan, precum și Comitetul de  conducere, în frunte cu maica Mihaila Iordache.  
Pe 5, 6 și 7 decembrie 1955 are loc la Galați procesul, a cărui sentință a fost de 15 ani de muncă silnică. Urmeazã 9 luni de stat în celulă, singură, în așteptarea recursului, care totuși îi reduce pedeapsa la 8 ani închisoare. Este transferatã la Jilava, apoi la Miercurea Ciuc, unde se afla și Maica Mihaila - secretara mănăstirii. Adusă înapoi la Jilava, află de la două femei din Moldova, cum că toată țara știe că e moartă. Însă, vestea că mănăstirea a fost desființată și transformată în preventoriu de copii handicapați, o doboară și declanșează răzvrătirea.

### Al doilea mandat

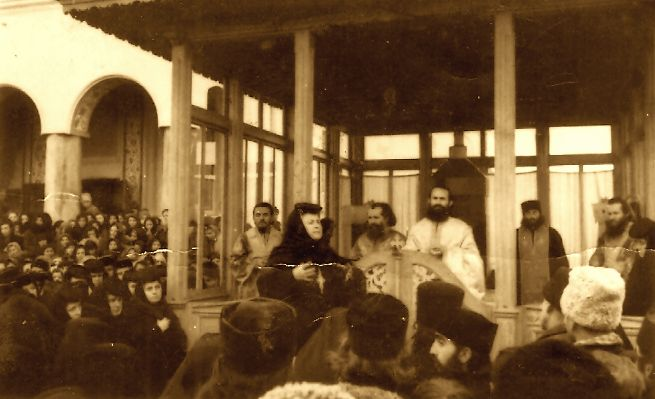
Maica Veronica la Mănăstirea Vladimireşti

Pe 20 septembrie 1960 a fost pusă în libertate prin decret de grațiere, după 5 ani și 6 luni de închisoare. Cere să meargă la familia Văsii în București, dar aceștia deveniseră și ei călugări la mănăstirile Slatina și Văratec, iar fiul lor, George Văsii era închis ca făcând parte din lotul celor 16 membri ai Rugului Aprins de la Mănăstirea Antim. 
Ajunsă la Galați este primită cu bucurie de familie, mai puțin de autorități. Nu reușește să obțină un loc de muncă, tuturor directorilor le era teamă sã o angajeze, deoarece veneau oamenii să o vadă, mai ales când lucra la o cooperativă de confecționat flori artificiale, împreună cu două maici, care învățaseră această meserie în atelierele mănăstirii.
În sfârșit, la o policlinică a combinatului rămâne mai mult timp, pentru ca după aceea să se mute la Poiana Țapului. Între 5 aprilie și 3 mai 1985 călătorește la Ierusalim. Vizitează cu emoție locurile sfinte și este invitată de onoare în noaptea Învierii alături de mari personalități, printre care se afla și regele Hussein al Iordaniei. Când o întâlnește, Patriarhul Ierusalimului exclamă: „Spune-mi cine ești, că în ochii tăi eu văd Divinitatea!” În urma acestei vizite s-a născut cartea „Veniți de luați lumină!”.

### Un nou început
În ianuarie 1990 obține de la Petre Roman, șeful Guvernului provizoriu, aprobarea de a prelua mănăstirea, pentru că fusese construită pe terenul propriu. Pe 2 februarie 1990 are loc prima liturghie de după desființare. În primăvara acestui an se începe reconstrucția mănăstirii, cu ajutorul multor oameni inimoși. Este vizitată de importante personalități ale vremii: Generalul Gușă, Petre Roman, Patriarhul Greciei, numeroși mitropoliți și episcopi atât ortodocși cât și catolici.

### Moartea
Moare pe 14 septembrie 2005. Întoarcerea la Domnul a maicii Veronica a fost trecută sub tăcere de toate instituțiile bisericești sau laice; nici un comunicat de presă din partea B.O.R. în memoria acestei starețe de o mare anvergură duhovnicească. 

## Vedeniile

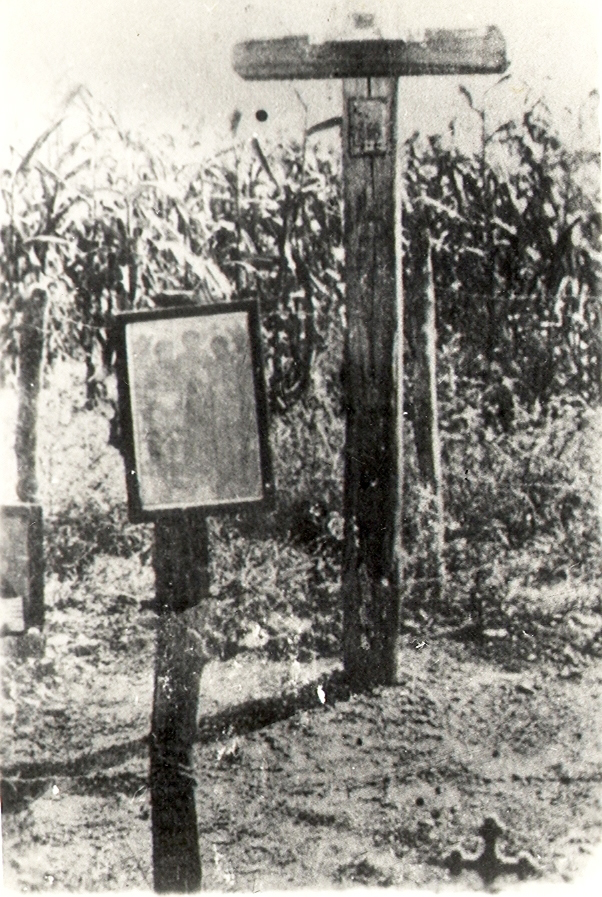
Crucea din porumb.

Măicuța și-a condus viața și activitatea după Vedeniile pe care le-a avut tot timpul vieții, despre care a scris în cărțile sale. Prima vedenie a avut loc pe 22 octombrie 1937 – cităm din scrierile măicuței: 
| “ | Pe când culegeam la păpușoi, a venit bunul Dumnezeu să se coboare pe pământul nostru, înconjurat de o luminã minunată și slăvită, arătându-se în fața unui putregai ca mine, dezvăluindu-și iubirea ce o are pentru neamul omenesc și pentru cel din care mă trag eu, dându-mi poruncă să spun lumii să se pocăiască, mărturisind Cuvintele Cerești primite. | ” |

Astfel, propovăduiește lumii, prin sate și orașe, unde este primită, prețuită, dar și hulită sau închisă.
Pe 5 august 1938 are o altă vedenie care constituie impulsul pentru a construi mănăstirea. Primește poruncă de sus (de la Mântuitorul) sã facă o mănăstire de maici, numai fecioare, închinată Maicii Sale Prea Curate. Din mâna lui Hristos cade o Lumină  puternică ce intră în pământ, auzind că-i zice: „Aici să fie altarul meu!” Aceste cinci cuvinte constituie Testamentul Mănăstirii Vladimirești.
Vedeniile sunt descrise în cartea Minunile din comuna Tudor Vladimirescu. Noi Vedenii, Semne și Vindecări, carte tipărită din Ordinul Sfântului Sinod și al Episcopiei de Roman, ce apare în mai multe ediții la mănăstirile Neamț și Cernica.

## Scrieri
- „Descrierea vieții mele și a Mănăstirii Vladimirești,” finalizată pe 13 noiembrie 1953;
- „Povestea vieții mele,” finalizată pe 12 decembrie 1977, al doilea  volum de amintiri și „povești” adevărate, dar și de învățături de o profunzime deosebită. Aceste învățături nu sunt pentru „biserica Apostolului Petru” (pâine) ci pentru cea a SÂNGELUI – Biserica Sfântului Ioan, a închinătorilor în duh și adevăr;
- „Veniți de luați lumină!,” carte ce a luat naștere în urma călătoriei la Ierusalim și a întâlnirii cu Patriarhul Ierusalimului, în 1985.
- „Jurnal de călătorie în Italia.”

Scrie o serie de cărți spirituale împreună cu George Văsii.